# 全國中小學師生手球錦標賽
全國中小學師生手球錦標賽主辦單位為中華民國手球協會，宗旨是(一)培育全民自主運動習性，涵養縣市手球運動人口正成長。(二)推展縣市手球運動風氣，營造縣市運動合作良性互動力。(三)積極培育手球運動選手，推升國家手球運動國際競爭力。目前分組有國小迷你組、國小組、國中組、高中組、教師組。

## 比賽分組與參加資格[1]
比賽分組及參加資格：

(一)國小及國小迷你組：國內公私立國民小學學生以學校為單位，每校每組以參加男、女子組各一隊為限。

1. 學籍規定：以 109 年 3 月 1 日前即已在籍且現仍在學之該校學生為限。

2. 年齡規定：

A. 國小迷你組：民國 97 年 09 月 01 日（含）以後出生者（國小五年級以下學生）。

B. 國 小 組：民國 96 年 09 月 01 日（含）以後出生者（國小六年級以下學生）。

(二)國中、高中組：國內公私立中等學校學生以學校為單位，每校每組以參加男、女子組各一隊為限。

1. 學籍規定：

A. 以各校 108 學年度第 1 學期開學日即設有學籍且現仍在學之該校學生為限。

B. 在國中修業 3 年以上者，不得報名參加國中組。

C. 轉學生或重考生參加比賽者，以具有就讀學校 1 年以上之學籍者（107 學年度第二學期開學日即在該校就學，設有學籍且現仍在學者）為限；如原就讀之學校於 107 學年度係因教育部諭令停招或解散之學生，則不受此限，惟需檢附相關證明。

D. 開學日之認定：

I. 高級中等學校以教育部核定之學年學期開學日為基準。

II. 國民中學以所屬各縣市政府公布核定之學年學期開學日為基準。

2. 年齡規定：

A. 國中組：民國 93 年 09 月 01 日（含）以後出生者。

B. 高中組：民國 90 年 09 月 01 日（含）以後出生者。

(三) 教師甲組：

國內公私立中、小學（含職校）教師及專任運動教練，以縣市為單位自由組隊，各縣市隊數不限。

1. 資格規定：

編制內之現職正式教師、代理（課）教師、專任運動教練及市（縣）約聘僱專任運動教練方可報名參加。

2. 年齡規定：年齡不限。

(四)教師乙組：

國內公私立中、小學（含職校）教師，以縣市為單位自由組隊，各縣市隊數不限。

1. 資格規定：編制內之現職正式教師、代理（課）教師方可報名參加。

2. 年齡規定：民國 69 年 3 月 5 日(含)以前出生者。

## 歷年成績

### 高中男子組
| 年度      | 冠軍     | 亞軍     | 季軍     | 殿軍     | 第五名   | 第六名   | 第七名   | 第八名   |
| --------- | -------- | -------- | -------- | -------- | -------- | -------- | -------- | -------- |
| 102學年度 | 成淵高中 | 海山高中 | 麗山高中 | 大甲高中 | 三民家商 | 仁武高中 |          |          |
| 103學年度 | 海山高中 |          |          |          |          |          |          |          |
| 104學年度 | 大甲高中 | 成淵高中 | 海山高中 | 南山高中 | 香山高中 |          |          |          |
| 105學年度 | 成淵高中 | 大甲高中 | 三民家商 | 南山高中 | 文山高中 | 海山高中 |          |          |
| 106學年度 | 成淵高中 | 大甲高中 | 南山高中 | 三民家商 | 文山高中 | 南崁高中 |          |          |
| 107學年度 | 大甲高中 | 南崁高中 | 三民家商 | 成淵高中 | 南山高中 | 海山高中 |          |          |
| 108學年度 | 成淵高中 | 南山高中 | 大甲高中 | 海山高中 | 三民家商 | 大里高中 |          |          |
| 109學年度 | 三民家商 | 成淵高中 | 海山高中 | 南崁高中 | 麗山高中 | 仁武高中 | 大甲高中 | 香山高中 |

### 高中女子組
| 年度      | 冠軍     | 亞軍     | 季軍     | 殿軍     | 第五名 | 第六名 | 第七名 | 第八名 |
| --------- | -------- | -------- | -------- | -------- | ------ | ------ | ------ | ------ |
| 102學年度 | 林園高中 | 南崁高中 |          |          |        |        |        |        |
| 103學年度 |          |          |          |          |        |        |        |        |
| 104學年度 | 林園高中 | 錦和高中 | 高雄高商 |          |        |        |        |        |
| 105學年度 | 高雄高商 | 錦和高中 | 大甲高工 |          |        |        |        |        |
| 106學年度 | 海山高中 | 錦和高中 | 大甲高工 |          |        |        |        |        |
| 107學年度 | 海山高中 | 錦和高中 | 高雄高商 |          |        |        |        |        |
| 108學年度 | 海山高中 | 錦和高中 | 高雄高商 | 樹林高中 |        |        |        |        |
| 109學年度 | 海山高中 | 高雄高商 | 大里高中 | 華江高中 |        |        |        |        |

### 國中男子組
| 年度      | 冠軍     | 亞軍     | 季軍     | 殿軍     | 第五名   | 第六名   | 第七名   | 第八名   |
| --------- | -------- | -------- | -------- | -------- | -------- | -------- | -------- | -------- |
| 102學年度 | 大甲國中 | 龍井國中 | 漳和國中 | 高市陽明 | 麗山國中 | 成淵國中 | 山腳國中 | 新北海山 |
| 103學年度 |          |          |          |          |          |          |          |          |
| 104學年度 | 大甲國中 | 高市陽明 | 龍山國中 | 麗山國中 | 山腳國中 | 中市崇德 | 龍井國中 | 獅甲國中 |
| 105學年度 | 大甲國中 | 麗山國中 | 漳和國中 | 桃市新明 | 中市立新 | 高市陽明 | 仁武高中 | 龍山國中 |
| 106學年度 | 大甲國中 | 中市立新 | 漳和國中 | 麗山國中 | 龍井國中 | 成淵高中 | 高市陽明 | 中市崇德 |
| 107學年度 | 大甲國中 | 高市陽明 | 漳和國中 | 桃市新明 | 中市立新 | 麗山國中 | 成淵高中 | 龍山國中 |
| 108學年度 | 高市陽明 | 大甲國中 | 麗山國中 | 中市立新 | 漳和國中 | 龍井國中 | 中市崇德 | 桃市新明 |
| 109學年度 | 漳和國中 | 成淵國中 | 大甲國中 | 桃市新明 | 高市陽明 | 龍井國中 | 崇倫國中 | 中市崇德 |

### 國中女子組
| 年度      | 冠軍     | 亞軍     | 季軍     | 殿軍     | 第五名   | 第六名   | 第七名   | 第八名   |
| --------- | -------- | -------- | -------- | -------- | -------- | -------- | -------- | -------- |
| 102學年度 | 高市陽明 | 龍井國中 | 漳和國中 | 新北新莊 | 獅甲國中 |          |          |          |
| 103學年度 |          |          |          |          |          |          |          |          |
| 104學年度 | 新北新莊 | 漳和國中 | 龍井國中 | 獅甲國中 | 樹林高中 |          |          |          |
| 105學年度 | 新北新莊 | 漳和國中 | 崇倫國中 | 桃市新明 | 樹林國中 | 龍井國中 |          |          |
| 106學年度 | 新北新莊 | 崇倫國中 | 桃市新明 | 小港國中 | 漳和國中 |          |          |          |
| 107學年度 | 新北新莊 | 崇倫國中 | 桃市新明 | 龍井國中 | 翠屏國中 |          |          |          |
| 108學年度 | 新北新莊 | 漳和國中 | 翠屏國中 | 桃市新明 | 崇倫國中 |          |          |          |
| 109學年度 | 潭子國中 | 崇倫國中 | 漳和國中 | 高市陽明 | 桃市新明 | 龍井國中 | 北市龍山 | 新北新莊 |

### 國小男子組
| 年度      | 冠軍     | 亞軍     | 季軍     | 殿軍     | 第五名            | 第六名   | 第七名   | 第八名   |
| --------- | -------- | -------- | -------- | -------- | ----------------- | -------- | -------- | -------- |
| 102學年度 | 中市東興 | 中市文昌 | 新北復興 | 桃縣新明 | 加昌國小 中和國小 |          |          |          |
| 103學年度 | 新北復興 |          |          |          |                   |          |          |          |
| 104學年度 | 中市文昌 | 中和國小 | 高市東光 | 板橋國小 | 桃市新明          | 新北復興 | 中市大新 |          |
| 105學年度 | 桃市元生 | 中市大里 | 中和國小 | 中市大新 | 高市東光          | 桃市新明 | 華龍國小 | 龍井國小 |
| 106學年度 | 中和國小 | 桃市新明 | 新北復興 | 中市文昌 | 龍井國小          | 中市大新 | 苗縣文華 |          |
| 107學年度 | 新北復興 | 桃市新明 | 中和國小 | 成州國小 | 新北新莊          | 龍井國小 |          |          |
| 108學年度 | 龍井國小 | 中市大新 | 板橋國小 | 中芸國小 | 中和國小          | 新北新莊 | 新北復興 | 苗栗文華 |
| 109學年度 | 中市文昌 | 中市大新 | 龍井國小 | 桃市新明 | 中和國小          | 西松國小 | 板橋國小 | 新北復興 |

### 國小女子組
| 年度      | 冠軍     | 亞軍     | 季軍     | 殿軍     | 第五名            | 第六名   | 第七名   | 第八名   |
| --------- | -------- | -------- | -------- | -------- | ----------------- | -------- | -------- | -------- |
| 102學年度 | 新北復興 | 中市大新 | 新北新莊 | 龍井國小 | 中和國小 新北民安 |          |          |          |
| 103學年度 | 新北復興 |          |          |          |                   |          |          |          |
| 104學年度 | 新北復興 | 成州國小 | 新北新莊 | 高市文德 | 潭子國小          | 龍井國小 |          |          |
| 105學年度 | 新北民安 | 新北復興 | 桃市新明 | 中市大新 | 高市文德          |          |          |          |
| 106學年度 | 中市大新 | 新北成州 | 中和國小 | 新北復興 |                   |          |          |          |
| 107學年度 | 新北民安 | 中和國小 | 龍井國小 | 潭子國小 | 中市大新          |          |          |          |
| 108學年度 | 潭子國小 | 新北復興 | 中市大新 |          |                   |          |          |          |
| 109學年度 | 新北民安 | 中市大新 | 高市東光 | 中和國小 | 新北復興          | 新北永福 | 桃市新明 | 成州國小 |

### 國小迷你男子組
| 年度      | 冠軍     | 亞軍     | 季軍     | 殿軍     | 第五名            | 第六名   | 第七名            | 第八名   |
| --------- | -------- | -------- | -------- | -------- | ----------------- | -------- | ----------------- | -------- |
| 102學年度 | 龍井國小 | 中市東興 | 龍峰國小 | 中和國小 | 新北復興 板橋國小 |          | 中芸國小 高市東光 |          |
| 103學年度 |          |          |          |          |                   |          |                   |          |
| 104學年度 | 桃市元生 | 高市東光 | 新北復興 | 桃市新明 | 中市大里          | 中市大新 | 中市東興          | 華龍國小 |
| 105學年度 | 中和國小 | 新北復興 | 高市東光 | 中市東興 | 中市大新          | 中市文昌 | 新北新莊          | 龍井國小 |
| 106學年度 | 中市東興 | 新北復興 | 龍井國小 | 高市東光 | 中和國小          | 桃市新明 | 新北新莊          | 中市大新 |
| 107學年度 | 龍井國小 | 中市大新 | 成州國小 | 板橋國小 | 中和國小          | 新北復興 | 中芸國小          |          |
| 108學年度 | 中和國小 | 中市文昌 | 龍井國小 | 新北復興 | 桃市新明          | 新北新莊 | 中市大新          | 中市東興 |
| 109學年度 | 中和國小 | 板橋國小 | 中市大新 | 新北復興 | 中市文昌          | 桃市元生 | 成州國小          | 中市文昌 |

### 國小迷你女子組
| 年度      | 冠軍     | 亞軍     | 季軍     | 殿軍     | 第五名   | 第六名   | 第七名   | 第八名   |
| --------- | -------- | -------- | -------- | -------- | -------- | -------- | -------- | -------- |
| 102學年度 | 中芸國小 | 新北復興 | 桃縣新明 | 中市大新 |          |          |          |          |
| 103學年度 |          |          |          |          |          |          |          |          |
| 104學年度 | 新北民安 | 中市大新 | 新北復興 | 高市文德 | 桃市新明 |          |          |          |
| 105學年度 | 中市大新 | 新北中和 | 新北成州 | 新北復興 |          |          |          |          |
| 106學年度 | 新北民安 | 龍井國小 | 高市東光 | 中和國小 | 中市大新 | 桃市新明 |          |          |
| 107學年度 | 潭子國小 | 新北復興 | 中和國小 | 新北新莊 | 中市大新 |          |          |          |
| 108學年度 | 中市大新 | 新北民安 | 中和國小 | 新北復興 | 新北新莊 |          |          |          |
| 109學年度 | 中和國小 | 中市大新 | 新北永福 | 成州國小 | 高市東光 | 新北復興 | 北市萬大 | 潭子國小 |

## 外部連結
- 中華手球協會 （页面存档备份，存于）